# Johnni Black
Johnni Black (Chicago, Illinois; 14 de enero de 1968) es una actriz pornográfica, modelo y directora de cine estadounidense.
Posee un título superior en Psicología por la Universidad de Illinois obtenido en 1990, tras lo cual se alistó en el ejército de los Estados Unidos.

## Premios y nominaciones
En 1998 ganó el AVN Award a Best New Starlet.